# Alexander Gerst
Alexander Gerst (Künzelsau, 3 maggio 1976) è un astronauta tedesco.
Nato nel Baden-Württemberg è un astronauta dell'Agenzia spaziale europea.

## Biografia
Ha studiato presso l'Università di Karlsruhe, in Germania, dove ha ricevuto una laurea in geofisica. Ha inoltre studiato scienze della terra presso la Victoria University of Wellington in Nuova Zelanda, dove ha ricevuto un Master of Science. Ha lavorato come ricercatore dal 2005 e ha conseguito il dottorato in scienze naturali presso l'Istituto di Geofisica dell'Università di Amburgo, in Germania nel 2010, con una tesi sulla geofisica e dinamiche di eruzione vulcanica. Nel suo tempo libero, ama praticare l'alpinismo, immersioni subacquee, arrampicata e paracadutismo.
È stato selezionato come astronauta nel 2009 dall'Agenzia Spaziale Europea (Esa) con Luca Parmitano, Samantha Cristoforetti, Timothy Peake, Thomas Pesquet e Andreas Mogensen.
Il 28 maggio 2014 parte per la ISS con la missione Expedition 40.
Il 18 maggio 2016 l'Agenzia Spaziale Europea ha ufficializzato la sua assegnazione come ingegnere di volo dell'Expedition 56 e comandante dell'Expedition 57 con partenza prevista per maggio 2018 a bordo della Sojuz MS-09. Sarà il secondo europeo a prendere il comando della ISS da quando è stata lanciata nel 1998, il primo era stato Frank De Winne durante l'Expedition 21 nel 2009.